# Silver (Gotthard)
Silver è il dodicesimo album in studio del gruppo rock svizzero Gotthard, pubblicato in tutto il mondo il 13 gennaio 2017 tramite l'etichetta discografica PIAS Recordings.

## Il disco
Il disco contiene 13 tracce più altre 3 bonus. È stato registrato allo Yellow House Studio 13 di Lugano ed è stato mixato e masterizzato presso il Wisseloord Studios di Hilversum.
Il primo singolo è Stay with Me, per il quale è anche stato girato un videoclip presso il castello di Weissenstein in Baviera.
Ha avuto la miglior entrata nelle charts tedesche e austriache dell'intera storia del gruppo, classificandosi al 7º posto in entrambe. In Svizzera si è piazzato al numero 1, come successo per i precedenti 10 album in studio.

## Tracce[4]
Tutti i brani portano la firma di Maeder, Leoni e Scherer, a parte dove indicato.
1. Silver River – 3:39
2. Electrified – 4:00
3. Stay with Me – 3:58
4. Beautiful – 3:52
5. Everything Inside – 3:49
6. Reason For This – 3:12
7. Not Fooling Anyone – 2:57
8. Miss Me – 3:50
9. Tequila Symphony No. 5 – 4:11
10. Why – 3:26 (Lynn, Maeder, Leoni, Scherer)
11. Only Love Is Real – 3:26
12. My Oh My – 4:45
13. Blame on Me – 3:30 (Lynn, Maeder, Leoni, Scherer)

Bonus tracks
1. Walk On – 3:37
2. Customized Lovin' – 3:44
3. Coming Your Way – 3:15

## Formazione
- Nic Maeder – voce
- Leo Leoni – chitarra
- Freddy Scherer – chitarra
- Marc Lynn – basso
- Hena Habegger – batteria

### Altri musicisti
- Matthias Ulmer - orchestra e tastiera in Stay With Me, Beautiful, Not Fooling Anyone e Only Love Is Real
- Nicolò Fragile - piano e sequencer in Beautiful, Not Fooling Anyone e Only Love Is Real e organo
- Carlo Ferrari - armonica in Blame On Me
- Barbara Kubli - violino in Only Love Is Real
- Melody Tibbits, Danny Lee, Olaf Senkbeil, Leo Leoni, Matthew Frazier Smith, Michey Rosenbaum e coro TASIS  - cori

### Produzione
- Charlie Bauerfeind e Leo Leoni - produzione
- Charlie Bauerfeind e Davide Pagano - registrazione
- Charlie Bauerfeind - missaggio
- Darcy Proper - mastering
- Davide Pagano - ingegnere del suono aggiunto
- Claudio Kernen - ingegnere tecnico aggiunto

## Classifiche

### Classifiche settimanali
| Classifica (2017) | Posizione massima |
| ----------------- | ----------------- |
| Austria           | 7                 |
| Belgio (Fiandre)  | 85                |
| Belgio (Vallonia) | 112               |
| Francia           | 158               |
| Germania          | 7                 |
| Giappone          | 81                |
| Svizzera          | 1                 |

### Classifiche di fine anno
| Classifica (2017) | Posizione |
| ----------------- | --------- |
| Svizzera          | 10        |

## Tour promozionale
Per promuovere l'album, la band ha preso parte al Silver - 25th Anniversary Tour durante il 2017. Questo tour è stato anche celebrativo per i 25 anni dall'uscita del primo album.